# Atemlos durch die Nacht
Atemlos durch die Nacht (Ademloos de nacht door) is een hitnummer van de Duitse zangeres Helene Fischer, afkomstig van haar zesde album Farbenspiel uit 2013. Op 29 november dat jaar werd het nummer als zowel digitale download als op cd-single uitgebracht.

## Achtergrond
Het was in zowel Duitsland als Oostenrijk de bestverkochte single van 2014.
De single groeide in Nederland uit tot een populair nummer in het schlagercircuit, waarna de commerciële Nederlandse radiozender Qmusic het in juni 2018 bestempelde tot "Foute Anthem" en de single daarmee voorstelde aan het grote publiek. De overige landelijke publieke en commerciële radiozenders pikten de single eveneens op, 
waardoor de single een radiohit werd. Desondanks wist deze zowel de Nederlandse Top 40 op destijds Radio 538 als de publieke hitlijst; de Mega Top 50 op NPO 3FM niet te bereiken. 
In België bleef de single steken in de Vlaamse "Ultratip" van de Vlaamse Ultratop 50. In zowel de Vlaamse Radio 2 Top 30 als de Waalse Ultratop 50 werd géén notering behaald.
Door de populariteit van de single in Nederland, wist deze in december 2018 de jaarlijkse NPO Radio 2 Top 2000 van de publieke radiozender NPO Radio 2 te bereiken als de op een na hoogste nieuwe binnenkomer.

## Discografie

### Vlaamse Ultratop 50
| Single met hitnotering(en) in de Vlaamse Ultratop 50 | Datum van verschijnen | Datum van binnenkomst | Hoogste positie | Aantal weken | Opmerkingen |
| ---------------------------------------------------- | --------------------- | --------------------- | --------------- | ------------ | ----------- |
| Atemlos durch die Nacht                              | 2019                  | 12-07-2014            | tip26           | -            |             |

### NPO Radio 2 Top 2000
| Nummer met noteringen in de NPO Radio 2 Top 2000 | '18 | '19 | '20 | '21 | '22 | '23 | '24 |
| ------------------------------------------------ | --- | --- | --- | --- | --- | --- | --- |
| Atemlos durch die Nacht                          | 324 | 220 | 192 | 204 | 237 | 212 | 347 |

1. ↑  Een vetgedrukt getal geeft de hoogste notering aan.
2. ↑  2018 was het eerste jaar met een notering voor dit nummer.

### Evergreen Top 1000
| Evergreen Top 1000 | Evergreen Top 1000 | Evergreen Top 1000 | Evergreen Top 1000 | Evergreen Top 1000 | Evergreen Top 1000 | Evergreen Top 1000 | Evergreen Top 1000 | Evergreen Top 1000 | Evergreen Top 1000 | Evergreen Top 1000 | Evergreen Top 1000 | Evergreen Top 1000 | Evergreen Top 1000 | Evergreen Top 1000 | Evergreen Top 1000 | Evergreen Top 1000 |
| Jaar               | 2008               | 2009               | 2010               | 2011               | 2012               | 2013               | 2014               | 2015               | 2016               | 2017               | 2018               | 2019               | 2020               | 2021               | 2022               | 2023               |
| ------------------ | ------------------ | ------------------ | ------------------ | ------------------ | ------------------ | ------------------ | ------------------ | ------------------ | ------------------ | ------------------ | ------------------ | ------------------ | ------------------ | ------------------ | ------------------ | ------------------ |
| Positie            | -                  | -                  | -                  | -                  | -                  | -                  | -                  | -                  | -                  | -                  | -                  | -                  | -                  | -                  | -                  | 200                |